# Paphinia cristata f. modiglianiana
Forme
Paphinia cristata f. modiglianiana (Rchb.f.) Gruss. est une forme d'orchidée appartenant à la sous-tribu des Stanhopeinae.
Il s’agit d’une forme albinos de Paphinia cristata. Elle ne doit pas être confondue avec Paphinia subclausa, espèce à fleurs blanches originaire de la région de Turrialba, au Costa Rica. 

## Étymologie
Nom donné en l’honneur du chevalier Ludovico Modigliani, orchidophile florentin de la fin du XIXe siècle.

## Synonymes
- Paphinia cristata var. modiglianiana Rchb.f., Lindenia 3: t.117 (1887).
- Paphinia modigliani Hort. ex Linden, 1888.
- Paphinia clausua Dressler. Taxon 15 : 242 (1966).

## Diagnose
P.cristata Lindl. Modiglianiana Rchb.f.. Floribus albis.

## Répartition et biotope
Amazonie, Guyane, Pérou, sans indication.

## Culture
Voir Paphinia cristata.